# Істомін Віктор Миколайович
Віктор Миколайович Істомін (нар. 23 серпня 1950, Макіївка, Сталінська область, УРСР) — радянський український футболіст, нападник та півзахисник.

## Життєпис
Вихованець донецького «Шахтаря», перший тренер — П. Пономаренко. Футбольну кар'єру розпочав 1968 року у дублі «гірників», у футболці яких зіграв 3 матчі. Наступного року виступав на аматорському рівні виступав за «Шахтар» (Макіївка). Наступного року повернувся у дубль «Шахтар». Дебютував у футболці донецького клубу в Класі «А» 3 серпня 1971 року в програному (0:1) виїзному поєдинку 16-о туру проти мінського «Динамо». Віктор вийшов на поле на 65-й хвилині, замінивши Ярослава Кікотя. Цей матч виявився єдиним для Істоміна у складі «гірників».
У 1972 році перейшов до запорізького «Металурга», де протягом двох років грав за дублюючий склад. У 1973 році проходив військову службу в СК «Чернігів». Наступного року повернувся до «Металурга», де зіграв 14 матчів у Класі «Б». По ходу сезону 1974 році перейшов у «Кубань», де спочатку грав у дублюючий склад. Наступного року виступав за першу команду. У 1976 році перейшов у горлівський «Шахтар», а по ходу сезону перебрався в «Кривбас», проте в команді виступав починаючи з наступного сезону. У 1977 році виступав за аматорський колектив «Титан» (Армянськ). З 1979 по 1980 рік грав за інший аматорський колектив ІнГОК (Інгулець).
По ходу сезону 1980 року перебрався до «Єшлика», за який провів 4 матчі в Другій лізі СРСР. Наприкінці кар'єри перебував у заявках клубів «Автомобіліст» (Наманган) та «Шахтар» (Горлівка), проте не зіграв у складі цих команд жодного офіційного поєдинку.